# Diócesis de Caazapá
La diócesis de Caazapá es una circunscripción eclesiástica de la Iglesia católica en Paraguay. Se trata de una diócesis latina, sufragánea de la arquidiócesis de Asunción. El 10 de mayo de 2025 es erigido como Obispo diocesano el Monseñor Marcelo Benítez Martínez, quien pertenece a la Orden de Frailes Menores.

## Territorio y organización

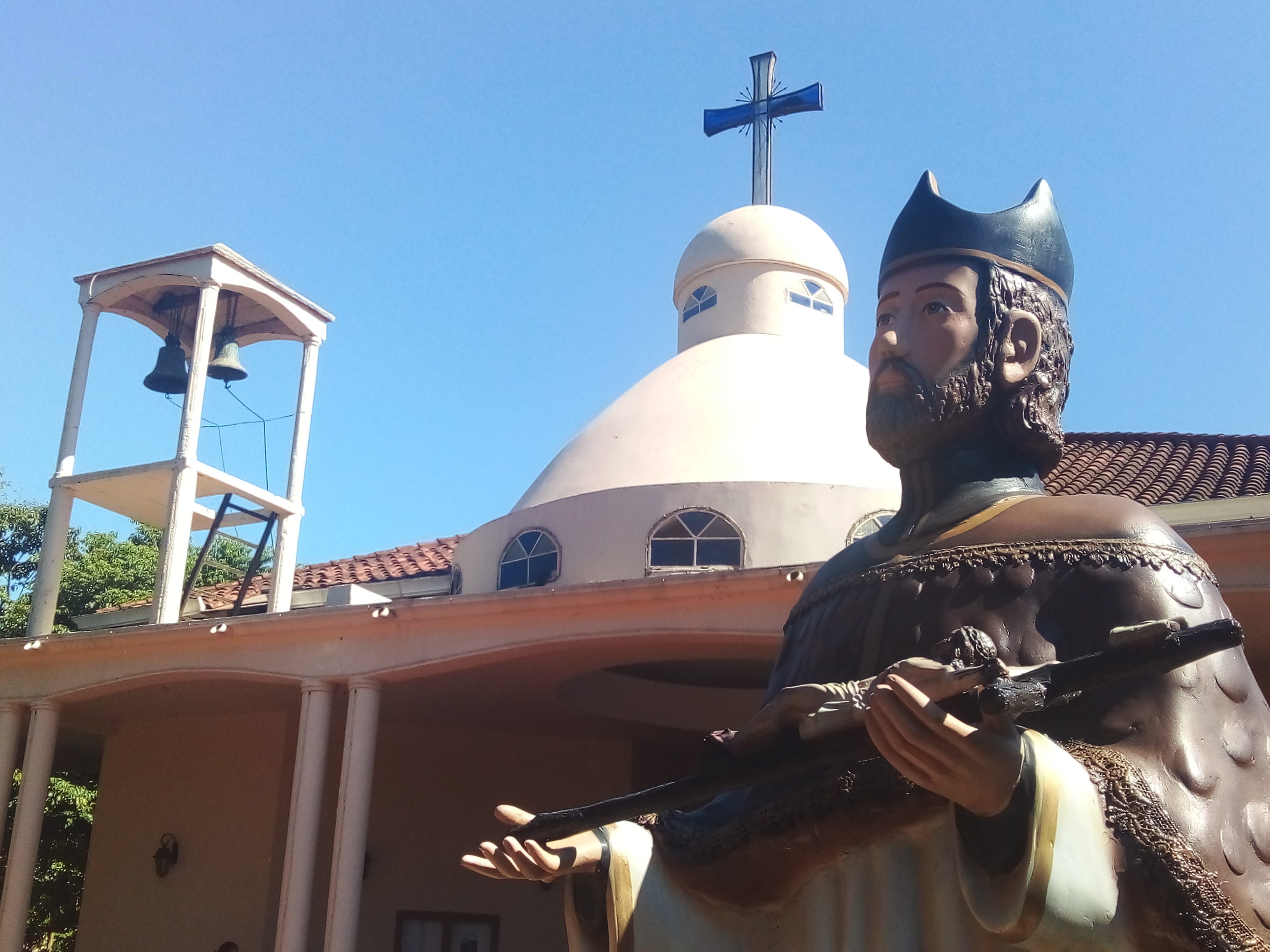
Iglesia de San Juan Nepomuceno, en San Juan Nepomuceno

La diócesis tiene 9496 km² y extiende su jurisdicción sobre los fieles católicos de rito latino residentes en el departamento de Caazapá.

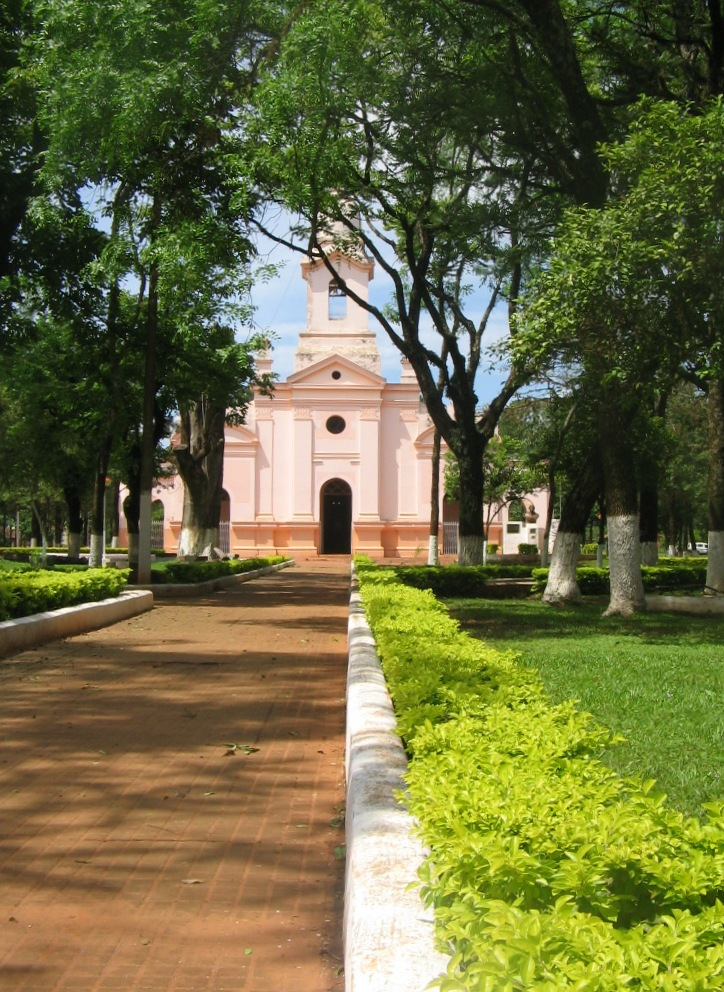
Iglesia de Nuestra Señora de la Natividad, en Yuty

La sede de la diócesis se encuentra en la ciudad de Caazapá, en donde se halla la Catedral de San Pablo.
En 2025 en la diócesis existían 15 parroquias:
- Catedral de San Pablo, en Caazapá;
- San Marcos, en Maciel;
- San Sinforiano, en Fulgencio Yegros;
- San Juan Nepomuceno, en San Juan Nepomuceno;
- San Vicente Ferrer, en Buena Vista;
- San José Esposo, en General Higinio Morínigo;
- San Sebastián, en Abaí;
- San Roque González de Santa Cruz, en Tupârenda, Abaí;
- Nuestra Señora de las Mercedes, en Tavaí;
- Nuestra Señora de la Natividad, en Yuty;
- Santísima Cruz, en Tres de Mayo;
- San Carlos Borromeo, en San Juan Nepomuceno;
- San Francisco de Asís, en San Juan Nepomuceno;
- Niño Salvador del Mundo, en Boquerón, Caazapá;
- Santa Teresa de Ávila, en Doctor Moisés Santiago Bertoni.

## Historia
La diócesis fue erigida el 22 de marzo de 2025 por el papa Francisco, obteniendo el territorio de la diócesis de Villarrica del Espíritu Santo.

## Estadísticas
Según el Boletín de la Santa Sede del 22 de marzo de 2025 la diócesis tenía a principios de 2025 un total de 171 170 fieles bautizados.
| Año                                                                             | Población            | Población | Población      | Sacerdotes | Sacerdotes    | Sacerdotes    | Bautizados por sacerdote | Diáconos permanentes | Religiosos | Religiosos | Parroquias |
| Año                                                                             | Bautizados católicos | Total     | % de católicos | Total      | Clero secular | Clero regular | Bautizados por sacerdote | Diáconos permanentes | Varones    | Mujeres    | Parroquias |
| ------------------------------------------------------------------------------- | -------------------- | --------- | -------------- | ---------- | ------------- | ------------- | ------------------------ | -------------------- | ---------- | ---------- | ---------- |
| 2025                                                                            | 171 170              | 194 512   | 88.0           | 20         | 18            | 2             | 8558                     | 39                   |            | 6          | 15         |
| Fuente: Catholic-Hierarchy, que a su vez toma los datos del Anuario Pontificio. |                      |           |                |            |               |               |                          |                      |            |            |            |

La diócesis tiene al momento de su erección, 483 capillas, 10 seminaristas mayores, una comunidad de religiosos, 2 comunidades de religiosas, 4 escuelas primarias y 4 secundarias.

## Episcopologio
- Marcelo Benítez Martínez, O.F.M., desde el 22 de marzo de 2025